# 阁占县
阁占县(泰语: เกาะจันทร์; IPA: [kɔ̀ʔ tɕān])，泰国春武里府的一个县。「阁占」在泰語中意思是「月亮之島」。
1997年，该县析置自拍那是尼空县。阁占县相邻的县有北柳府的巴亮要县、沙南猜曲县、Tha Takiap县，以及春武里府的磨汤县、拍那是尼空县。

## 行政
阁占县行政上分为2个乡，下辖56个村。